# پستاندار آبزی
پستانداران آبزی (به انگلیسی: aquatic mammals) و نیمه‌آبزی (به انگلیسی: semiaquatic mammals)، گروه متنوعی از پستانداران هستند که یا نسبتاً یا به‌طور کامل در پهنه‌های آبی زندگی می‌کنند. این پستانداران شامل پستانداران دریایی مختلفی هستند که در اقیانوس‌ها زندگی کرده و همچنین شامل گونه‌های مختلف آب شیرین مانند سمور اروپایی نیز می‌شوند. این جانداران از یک آرایه نیستند و با هیچ گروه‌بندی زیست شناختی مشخصی و متحد نمی‌شوند، بلکه وابستگی و ارتباط جدایی ناپذیری با اکوسیستم‌های آبی دارند. میزان وابستگی این حیوانات به آب در بین گونه‌ها بسیار متفاوت است. در میان گونه‌های آب شیرین، گاو دریایی تن مویی آمازونی و دلفین‌های رودخانه ای کاملاً آبزی هستند و کاملاً به اکوسیستم‌های آبی وابسته هستند. گونه‌های آب شیرین نیمه آبزی شامل فوک بایکال است که در زیر آب تغذیه می‌کند اما روی خشکی استراحت، پوست‌اندازی و تولیدمثل می‌کند. و برگچه‌خوار و اسب آبی که قادرند برای یافتن غذا به داخل آب و خارج از آن بروند.
سازگاری پستانداران با شیوه زندگی آبزی در گونه‌های مختلف متفاوت می‌باشد. دلفین‌های رودخانه‌ای و گاو دریایی تن‌مویی هر دو کاملا آبزی هستند بنابراین زندگیشان کاملاً به آب بستگی دارد. فوک‌های نیمه‌آبزی هستند. آنها بیشتر اوقات را در آب به سر می‌برند اما برای امور مهمی همچون جفتگیری، تولید مثل و پوست اندازی به خشکی می‌روند. برخلاف آن بسیاری از گونه‌های پستانداران آبزی مانند اسب آبی، برگچه خوار و حشره خوار آبی با زیستن در آب کمتر سازگار گردیده‌اند. به همین ترتیب محدوده رژیم غذایی آنها نیز به همین شکل می‌باشد، یعنی هم از گیاهان آبزی و برگ‌ها تا ماهیان کوچک و سخت پوستان تغذیه می‌کنند. آنها به خصوص سگ‌های آبی، نقش اصلی را در تأمین اکوسیستم آبی بازی می‌کنند.
پستانداران آبزی هدف صنایع تجاری بودند که منجر به کاهش شدید جمعیت گونه‌های استثمار شده مانند سگ‌های آبی شد. پوست پشم دار آنها برای گرم نگه داشتن مناسب بود و در دوران تجارت خز، از پوست آنها به عنوان کت و کلاه استفاده می‌شد. دیگر پستانداران آبزی مانند کرگدن هندی هدف شکار تروفه (شکار برای ورزش) واقع می‌شدند و در سال‌های ۱۹۰۰ جمعیت آنها کاهش شدیدی کرد. پس از غیرقانونی شدن اینها، بسیاری از پستانداران آبزی هدف شکارهای غیرقانونی شدند. به غیر از شکار، پستانداران آبزی ممکن بود از طریق افتادت در تله ماهیگیران کشته شوند، به این صورت که آنها درون تور ماهیگیری گیر کرده یا صید شده یا از گرسنگی در تورها تلف می‌شدند. افزایش ترافیک در رودخانه‌ها به خصوص در رودخانه یانگ تسه، باعث برخورد کشتی‌های سریع اقیانوس و پستانداران آبزی می‌شود و سدسازی رودخانه‌ها ممکن است باعث این شود که پستانداران آبزی مهاجر در مناطق نامناسب بمانند یا زیستگاه بالای رودخانه را از بین ببرد. صنعتی شدن رودخانه‌ها سبب انقراض دلفین چینی رودخانه‌ای شد و آخرین مورد تأییدشده در سال ۲۰۰۴ مشاهده شد.

## سیر تکاملی

### پستانداران دریایی
پستانداران دریایی، پستانداران آبزی هستند که بقای آنها وابسته به اقیانوس می‌باشد. این جانوران شامل شیرهای دریایی، وال‌ها، فیل‌های دریایی، سمورهای دریایی و خرس‌های قطبی می‌شوند. همانند دیگر پستانداران آبزی آنها نیز یک گروه بیولوژیکی را تشکیل نمی‌دهند.
سازگاری پستانداران آبزی با شیوه زندگی آبزی بین گونه‌های مختلف متغیر می‌باشد. از آنجایی که هم آب‌بازسانان و هم گاو‌دریایی‌سانان کاملاً آبزی هستند، بنابراین هر دو ساکنان اجباری اقیانوس‌ها می‌باشند. فک‌ها نیمه آبزی هستند. آنها اکثر وقت خود را در آب می‌گذرانند اما برای امور مهمی همچون جفتگیری، تولید مثل و پوست اندازی به خشکی می‌روند. در مقابل، هم سگ‌های آبی و هم خرس‌های قطبی کمتر با زندگی کردن در آب سازگار گردیده‌اند. محدوده غذای هر کرام نیز با آنها سازگاری دارد. برخی ممکن است زئوپلانکتون خورده و برخی ممکن است از ماهیان کوچک تغذیه کنند و حتی برخی از آنها ممکن است دیگر پستانداران را شکار کرده و بخورد.